# Apothekergasse 13 (Esslingen)

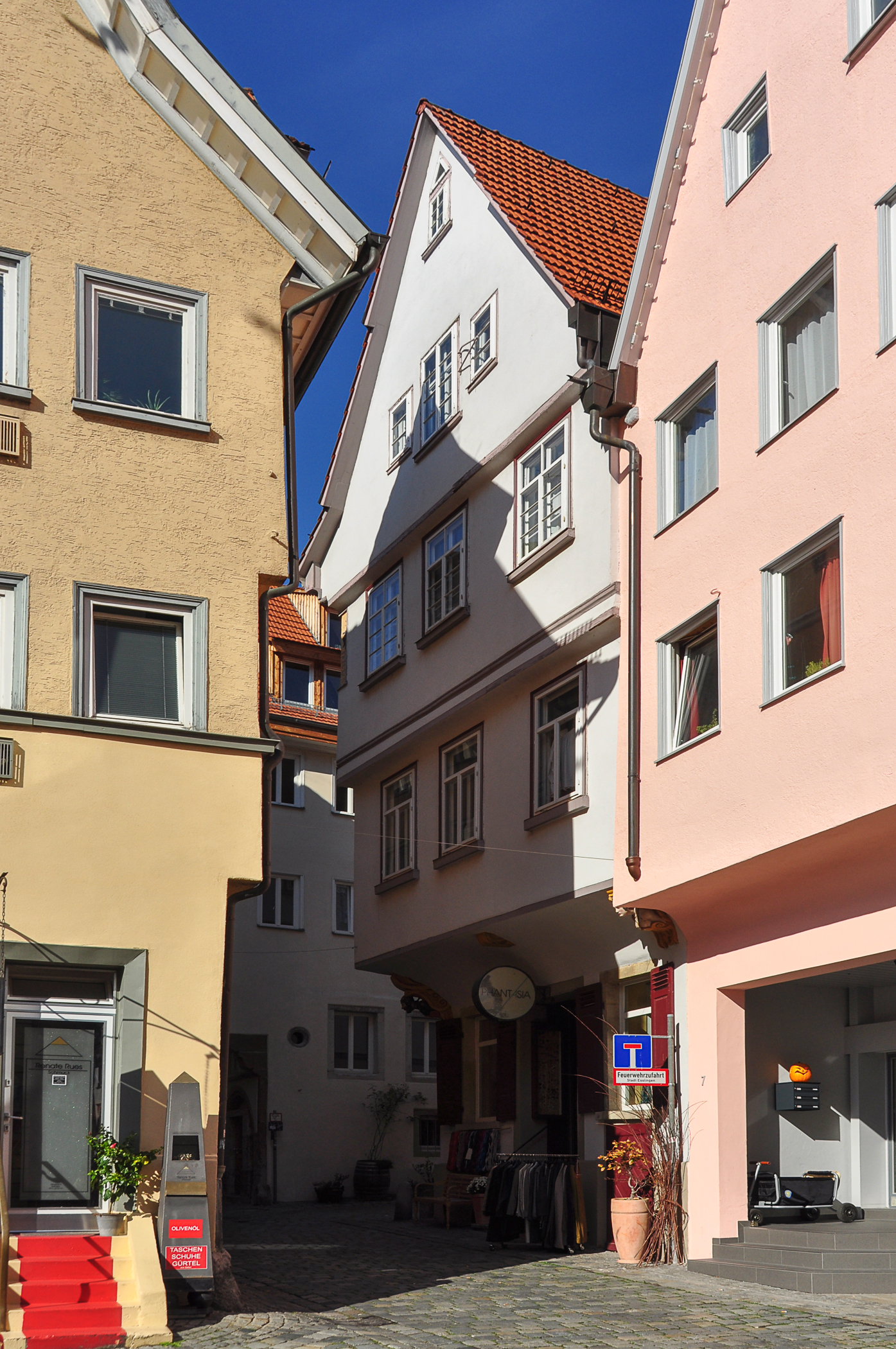
Haus Apothekergasse 13 in Esslingen am Neckar (Mitte)

Das Gebäude Apothekergasse 13 in Esslingen am Neckar, einer Stadt im Landkreis Esslingen in Baden-Württemberg, wurde 1644 für den Apotheker Johann Kautter über einem älteren Keller errichtet. Das Wohn- und Geschäftshaus ist ein geschütztes Kulturdenkmal.
Das dreigeschossige, verputzte Bau in Ecklage zur Heugasse besitzt ein kräftig vorkragendes Obergeschoss. Es ist durch beschnitzte Stichbalken unterfangen, die an den Gebäudeecken auf Konsolen mit figürlichen Darstellungen ruhen: Brustbild eines bärtigen Mannes mit Rüstung und eine Frau mit entblößtem Oberkörper.
Das Haus wurde ohne eigene rückwärtige Giebelwand an das Gebäude Apothekergasse 11 angebaut, mit dem es im ersten Obergeschoss und Dachgeschoss bis ins 19. Jahrhundert mittels Durchgängen verbunden war.
Der Erdgeschoss des Hauses wurde durch den Einbau eines Ladens im 19. Jahrhundert verändert.

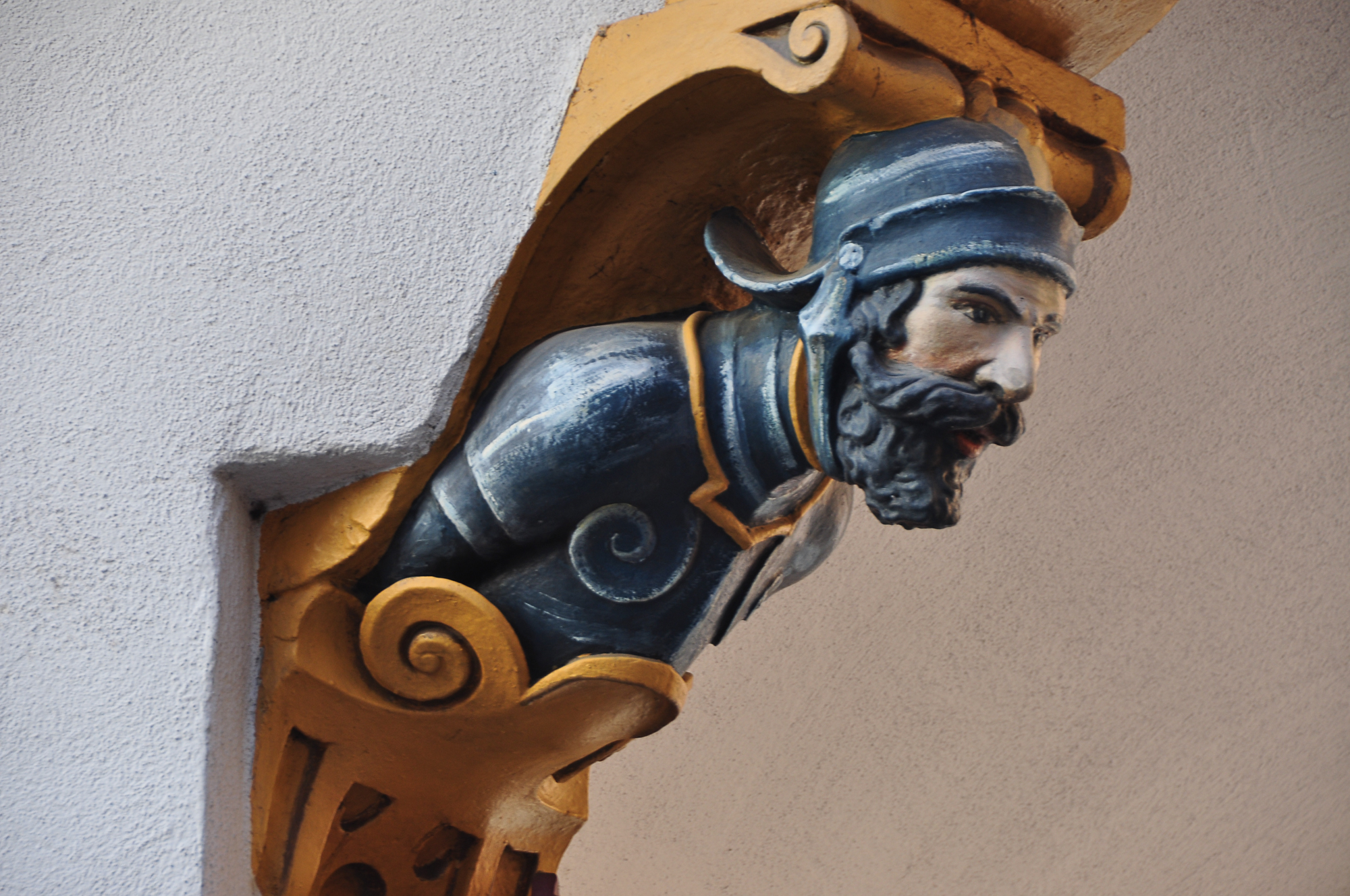
Konsole Krieger
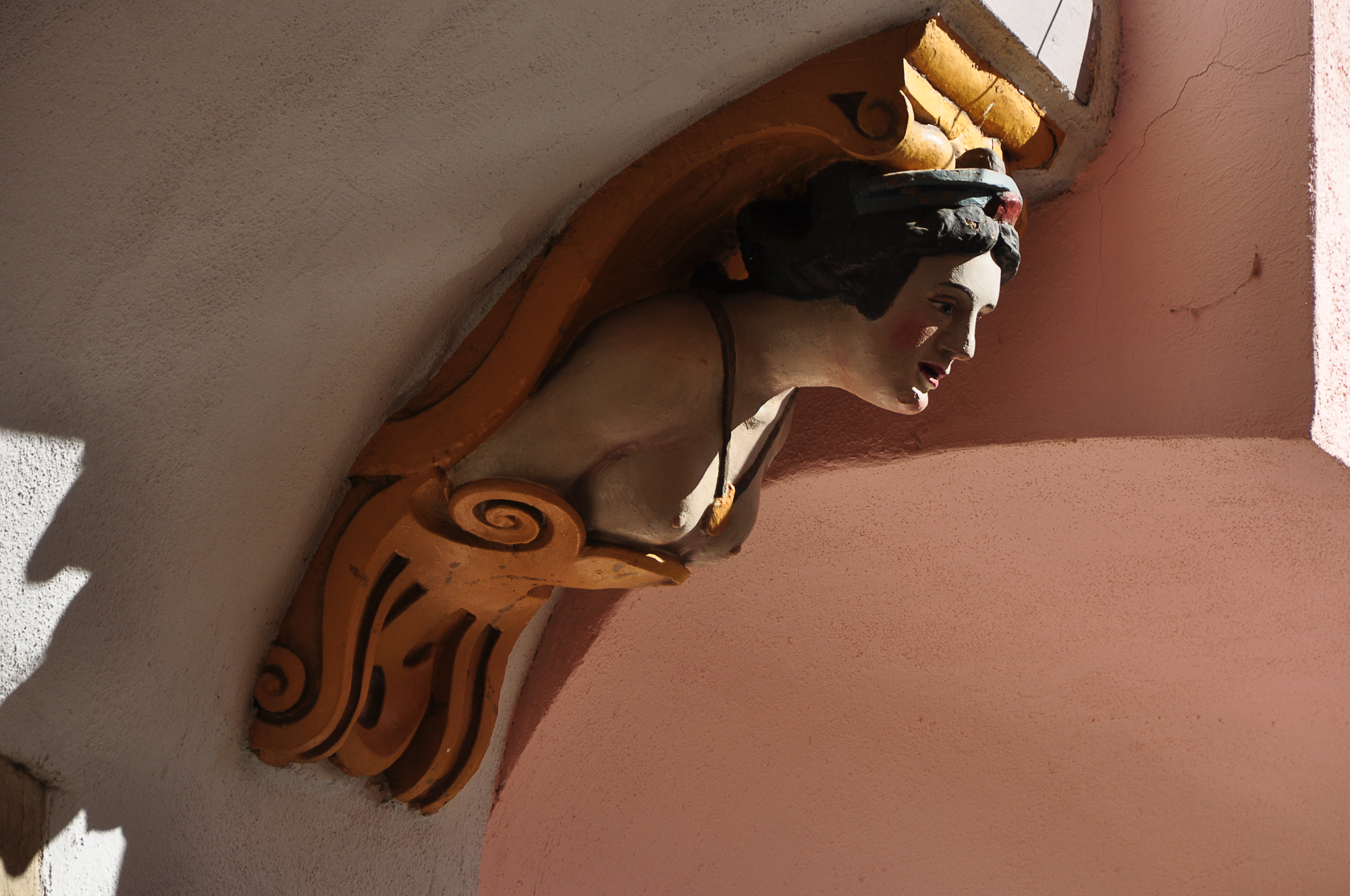
Konsole Frau